# 彼得·哈里遜天象館

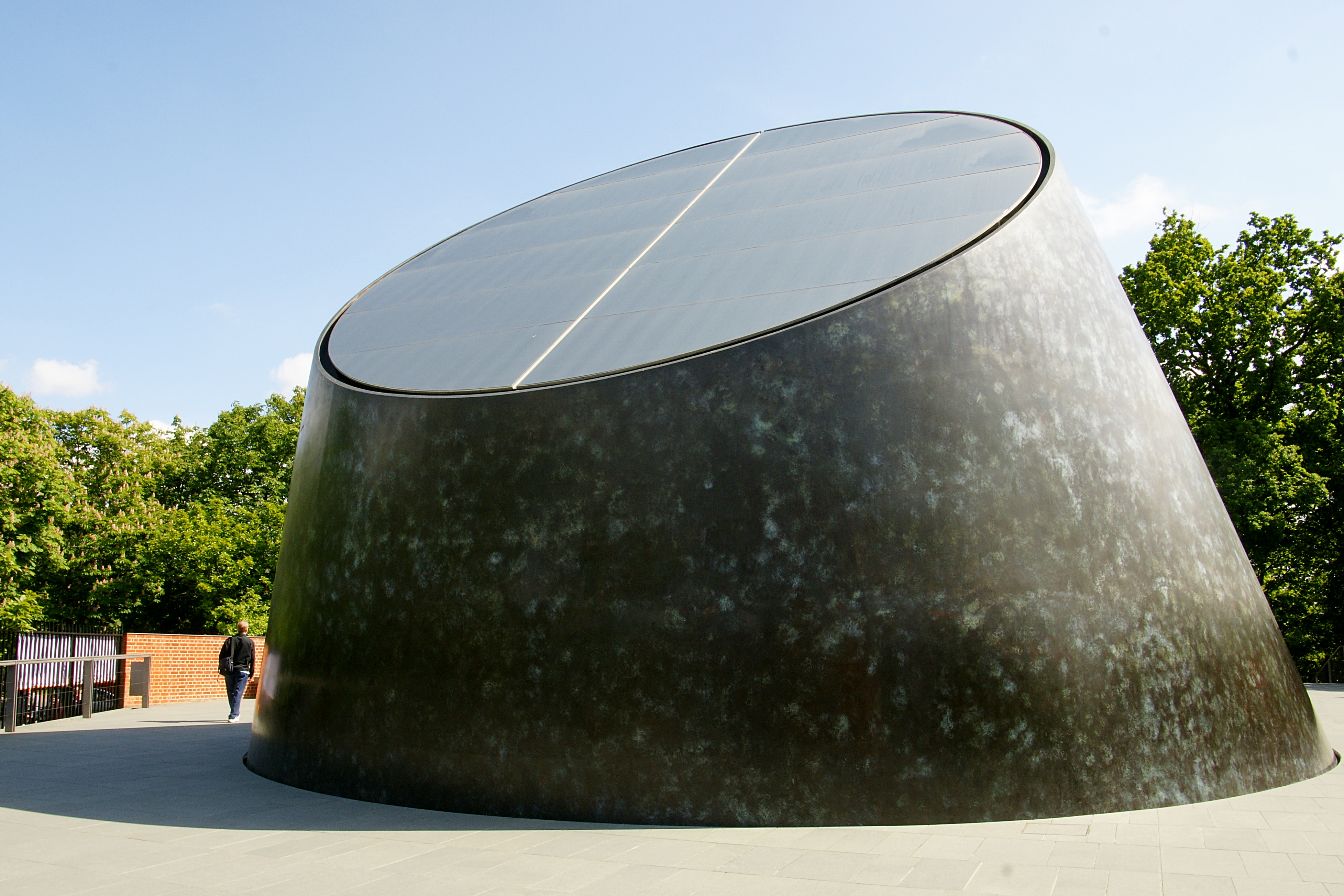
彼德·哈里遜天象館

彼德·哈里遜天象館（英語：Peter Harrison Planetarium）是國家航海博物館的一部分，座落在倫敦格林威治公園內，有120個座位的數位雷射天象館，於2007年5月25日開始對外開放
這個天象館使用數位之星3的軟體，有紅、綠、藍三色，使用光柵分光值（GLV）技術，創造4,000個畫素的條帶。這些條帶每秒鐘更新60次掃掠出5000 X 4000畫素的影像。這個影像再以魚眼鏡頭投射到天像儀的天幕上。
這個天象儀被安置在重45噸，聳立在本初子午線上與地平面傾斜51.5o（格林尼志的緯度）的古銅色的錐體內。它的建築耗資17,700英鎊，由彼德·哈里遜基金會贊助，屬於格林尼治皇家天文台整建的一部份。

## 外部連結
- https://web.archive.org/web/20071030080715/http://www.nmm.ac.uk/astronomy/planetarium.html

51°28′38″N 0°00′03″W / 51.4771°N 0.0008°W